# Edward H. Smith
Edward Henry Smith (* 5. Mai 1809 in Smithtown, New York; † 7. August 1885 ebenda) war ein US-amerikanischer Jurist und Politiker. Zwischen 1861 und 1863 vertrat er den Bundesstaat New York im US-Repräsentantenhaus.

## Werdegang
Edward Henry Smith wurde drei Jahre vor dem Ausbruch des Britisch-Amerikanischen Krieges in Smithtown geboren und wuchs dort auf. Er besuchte Privatschulen und war danach in der Landwirtschaft tätig. Als Friedensrichter war er zwischen 1833 und 1843 im Township von Smithtown tätig und als Beisitzer (assessor) zwischen 1840 und 1843. Er war zwischen 1856 und 1860 Town Supervisor. Politisch gehörte er der Demokratischen Partei an. Bei den Kongresswahlen des Jahres 1860 wurde Smith im ersten Wahlbezirk von New York in das US-Repräsentantenhaus in Washington, D.C. gewählt, wo er am 4. März 1861 die Nachfolge von Luther C. Carter antrat. Ungefähr einen Monat später brach der Bürgerkrieg aus. Da er im Jahr 1862 auf eine erneute Kandidatur verzichtete, schied er nach dem 3. März 1863 aus dem Kongress aus. Danach war er wieder in der Landwirtschaft tätig. Er starb am 7. August 1885 in Smithtown und wurde auf dem St. James’ Protestant Episcopal Cemetery in St. James beigesetzt.